# Ngôn ngữ học xã hội
Ngôn ngữ học xã hội (Sociolinguistics) là ngành học nghiên cứu ảnh hưởng của bất kỳ và tất cả các lĩnh vực xã hội, bao gồm các khái niệm văn hóa, kỳ vọng và ngữ cảnh, qua cách sử dụng ngôn ngữ; và những ảnh hưởng của việc sử dụng ngôn ngữ đến xã hội. Ngôn ngữ học xã hội khác với xã hội học ngôn ngữ (sociology of language) ở điểm nó tập trung vào ảnh hưởng của xã hội đến ngôn ngữ, trong khi xã hội học ngôn ngữ lại tập trung vào ảnh hưởng của ngôn ngữ đến xã hội. Ở một số phương diện, ngôn ngữ học xã hội trùng lắp với ngữ dụng học. Trong lịch sử, ngôn ngữ học xã hội có quan hệ nhập nhằng với nhân học ngôn ngữ (linguistic anthropology), gần đây giới nghiên cứu cũng đặt vấn đề đâu là điểm khác biệt đặc trưng giữa hai ngành học.
Ngôn ngữ học xã hội cũng nghiên cứu sự khác biệt ngôn ngữ giữa các nhóm, được phân chia bởi những khác biệt xã hội, nhóm tộc người, tôn giáo, thân thế, giới tính, trình độ học vấn, tuổi tác, v.v.., và cách thức hình thành và duy trì các quy luật này trong việc phân loại các cá thể trong xã hội hoặc tầng lớp kinh tế xã hội. Do ngôn ngữ mỗi nơi mỗi khác, hẳn nó cũng khác biệt giữa các tầng lớp xã hội, và những ngôn ngữ nhóm xã hội (sociolects) này chính là đối tượng nghiên cứu của Ngôn ngữ học xã hội.
Các nhà Ngôn ngữ học xã hội thường nghiên cứu ngữ pháp, ngữ âm, từ vựng, và các phương diện khác của ngôn ngữ nhóm xã hội (sociolects) giống như các nhà ngôn ngữ địa phương nghiên cứu sự tương đồng của tiếng địa phương giữa các vùng miền. Nhưng khác với chuyên môn nghiên cứu Ngôn ngữ địa phương, Ngôn ngữ học xã hội đi tiên phong trong việc nghiên cứu sự đa dạng, các biến thể của ngôn ngữ ở khu vực thành thị, và tập trung vào sự khác biệt giữa các tầng lớp xã hội. Ví dụ: Kết quả nghiên cứu thái độ xã hội cho thấy một từ quá thông dụng được cho là không phù hợp với ngữ cảnh của một cuộc đàm phán kinh doanh hoặc nghiên cứu khoa học.

## Lịch sử ngành
- Những nghiên cứu đầu tiên về đề tài yếu tố xã hội thúc đẩy sự biến đổi của ngôn ngữ manh nha từ cuối thế kỷ 19.
- Những năm đầu thập niên 1900, Louis Gauhat (người Thụy Sĩ) có nhắc đến khái niệm xã hội của ngôn ngữ. Khoảng những năm 1930, khái niệm này được các nhà ngôn ngữ Ấn Độ và Nhật Bản nhắc đến. Nhưng không được giới khoa học xã hội phương Tây chú ý.
- Năm 1939, Thomas Callan Hodson, người Anh, lần đầu sử dụng thuật ngữ ngôn ngữ học xã hội (sociolinguistics) trong bài viết "Ngôn ngữ học xã hội Ấn Độ" ("Sociolingistics in India"), trong tập sách Man in India.
- Phương Tây chỉ bàn luận về ngôn ngữ học xã hội từ thập niên 1960, với nhà ngôn ngữ học tiên phong William Labov (Mỹ) và Basil Benstein (Anh). Trong thời gian này, William Stewart và Heinz Kloss đã thảo luận những khái niệm cơ bản về lý thuyết ngôn ngữ đa trung tâm (Pluricentric language), miêu tả các ngôn ngữ cơ bản khác biệt thế nào giữa các quốc gia (ví dụ: tiếng Anh Mỹ/Anh/Canada/Úc). William Labov được xem như cha đẻ của Ngôn ngữ học xã hội. Ông đóng góp nhiều nghiên cứu về sự khác biệt và biến đổi của ngôn ngữ[1], đưa xã hội học về ngôn ngữ lên vị trí của một ngành học chuyên sâu.

## Ứng dụng của Ngôn ngữ học xã hội
Nghiên cứu về biến thể ngôn ngữ tập trung vào các yếu tố xã hội hạn chế ý nghĩa của ngôn từ trong ngữ cảnh của nó.
Chuyển ngữ (code-switching) là thuật ngữ chỉ việc sử dụng các loại ngôn ngữ khác nhau trong những tình huống xã hội khác nhau.

## Các khái niệm cơ bản

### Cộng đồng ngôn ngữ (Speech community)
Khái niệm này miêu tả một nhóm người sử dụng một ngôn ngữ theo một cách riêng và các thành viên thống nhất cách sử dụng đó. Để được công nhận như một thành viên của cộng đồng ngôn ngữ, cá thể phải có khả năng/kỹ năng giao tiếp, tức là dùng ngôn ngữ một cách chính xác với tình huống xảy ra. Một cá thể có thể giao tiếp nhiều hơn một ngôn ngữ.
Cộng đồng ngôn ngữ có thể là các thành viên của một ngành nghề chuyên nghiệp, hoặc một nhóm xã hội xác định như học sinh trung học hoặc những người mê hip-hop, hoặc thậm chí là nhóm các thành viên có quan hệ mật thiết như gia đình và bạn bè. Thành viên của cộng đồng ngôn ngữ thường phát triển các từ lóng và từ chuyên dùng để đáp ứng những nhu cầu đặc biệt và quyền ưu tiên của nhóm.
Các nhà Ngôn ngữ học xã hội tìm hiểu về mối quan hệ giữa xã hội hóa, kỹ năng giao tiếp và nhân thân của cá nhân thông qua cộng đồng thực hành (Community of Practice). Vì nhân thân (identity) là một khái niệm phức tạp, nghiên cứu xã hội hóa ngôn ngữ là một cách để phân tích các hoạt động thường nhật từ góc nhìn vi-tương tác. Việc học tập tiếp thu ngôn ngữ của một cá thể chịu ảnh hưởng lớn từ gia đình nhưng yếu tố xã hội xung quanh cá thể đó đóng vai trò khá quan trong, như trường học, đội thể thao, giáo hội. Cộng đồng ngôn ngữ có thể tồn tại ngay trong một cộng đồng thực hành lớn hơn nó.

### Mạng lưới xã hội (Social network)
Mạng lưới xã hội là một cộng đồng ngôn ngữ xác định, nhấn mạnh vào mối quan hệ giữa các cá thể thành viên trong cộng đồng với nhau. Ở tầm vĩ mô, Mạng lưới xã hội là một đất nước hoặc một thành phố; ở tầm cá nhân, đó là những người hàng xóm hoặc gia đình. Gần đây, Mạng lưới xã hội được còn hình thành qua mạng, qua các phòng chat, tổ chức, các trang web hẹn hò trực tuyến.
Một cộng đồng phức hợp (multiplex) là một cộng đồng có nhiều thành viên có các mối quan hệ chồng chéo với nhau.. Ví dụ, những người hàng xóm sống cùng một con hẻm, làm chung một công ty, thậm chí là cùng kết hôn với anh/chị em của một gia đình.
Để hiểu ngôn ngữ trong một xã hội, cá thể cũng phải hiểu các Mạng lưới xã hội đằng sau ngôn ngữ đó. Các Mạng lưới xã hội mật thiết hoặc rời rạc này có ảnh hưởng đến cấu trúc ngôn ngữ (cách phát âm, cách dùng từ) của cá thể. Mối quan hệ trong Mạng lưới xã hội có thể hời hợt hoặc mật thiết, tùy thuộc vào độ tương tác giữa các thành viên. Ví dụ, cộng đồng cùng làm việc trong văn phòng làm việc hoặc nhà máy có mối quan hệ mật thiết vì tất cả các thành viên tương tác với nhau. Một khóa học với hơn 100 học viên là một cộng đồng rời rạc, nhiều sinh viên chỉ tương tác với thầy giáo hoặc 1-2 sinh viên khác.

## Tính giai tầng của ngôn ngữ
Giai tầng và nghề nghiệp là những điểm nhấn về ngôn ngữ trong xã hội. Một trong những kết quả nghiên cứu của Ngôn ngữ học xã hội chứng minh, tầng lớp xã hội và sự khác biệt ngôn ngữ có liên quan với nhau. Thành viên của giai cấp lao động thường ít tuân thủ theo ngôn ngữ chuẩn (standard language); trong khi các tầng lớp hạ, trung và trung thượng lưu tuân thủ theo ngôn ngữ chuẩn nhiều hơn. Tuy nhiên, tầng lớp thượng lưu, thậm chí trung thượng lưu, thường ít tuân thủ ngôn ngữ chuẩn hơn tầng lớp trung lưu. Tầng lớp xã hội và kỳ vọng của tầng lớp xã hội, đóng vai trò quan trọng trong việc hình thành thói quen sử dụng ngôn ngữ.

### Kỳ vọng giai tầng xã hội
Các nghiên cứu của William Labov (1960s), chỉ ra kỳ vọng xã hội ảnh hưởng đến cấu trúc ngôn ngữ. Kỳ vọng giai cấp xã hội cũng vậy. Trong quá trình định hướng kinh tế - xã hội đến giai cấp nhất định (thường là giai cấp thượng lưu hoặc trung thượng lưu), cá thể sẽ điều chỉnh cấu trúc ngôn ngữ của mình giống với mục tiêu đã định hướng. Tuy nhiên,vì không phải sinh ra trong môi trường đó, nên cá thể thường cố ý điều chỉnh, dẫn đến tình trạng quá đà và nảy sinh một số lỗi mới. Cá thể định hướng đến giai cấp thấp hơn cũng gặp tình trạng tương tự.
Trong các tình huống giao tiếp, luôn tồn tại một mối quan hệ chính - phụ (thầy giáo-học sinh, nhân viên- khách hàng), dẫn đến tình trạng khác biệt giai tầng ngôn ngữ.

### Các mã ngôn ngữ xã hội
Basil Bernstein, nhà ngôn ngữ học xã hội người Anh, tác giả của quyển Elaborated and restricted codes: their social origins and some consequences ("Mã tường tận và mã hạn chế: nguồn gốc xã hội và vai trò của chúng"), tái hiện một hệ thống mã xã hội ông dùng trong việc phân loại các cấu trúc ngôn ngữ cho các giai tầng xã hội khác nhau. Ông phân tích thành viên của tầng lớp trung lưu luôn có những cách cấu tạo ngôn ngữ rất khác biệt so với tầng lớp lao động.

#### Mã hạn chế
Theo học thuyết của Basil Bernstein, mã hạn chế là cấu trúc ngôn ngữ tầng lớp lao động sử dụng. Loại mã này giúp tăng cường sự liên kết giữa các thành viên trong nhóm, có xu hướng cư xử dựa trên các phân biệt cơ bản như "nam", "nữ", "người già", "người trẻ". Nhóm xã hội này dùng ngôn ngữ như một cách để đoàn kết các cá thể, và các thành viên không cần phải làm rõ nghĩa; vì họ cùng chia sẻ những trải nghiệm và hiểu biết chung (mà các nhóm xã hội khác không có) liên kết họ với nhau. Điểm khác biệt dễ nhận ra ở mã hạn chế là nhấn mạnh vào tinh thần đoàn kết, vào "chúng ta" hơn là cái tôi cá nhân.

#### Mã tường tận
Theo học thuyết của Basil Bernstein, mã hạn chế là cấu trúc ngôn ngữ tầng lớp trung-thượng lưu sử dụng để đạt được những lợi thế trong giáo dục và sự nghiệp. Sự liên kết giữa các thành viên trong nhóm khó định nghĩa, mỗi cá nhân đạt được vị trí/ thân phận xã hội nhờ vào tư chất và tính cách của mình. Không có sự phân chia nhiệm vụ rõ ràng theo lứa tuổi, giới tính; trong kết cấu xã hội này, các thành viên đàm phán và thực hiện vai trò của mình, hơn là chấp nhận vai trò định sẵn. Nhóm dùng mã ngôn ngữ xã hội tường tận cần kết hợp với ý kiến cá nhân để làm rõ nghĩa, vì cái tôi cá nhân được nhấn mạnh hơn tầng lớp lao động.
Bảng biểu sau thể hiện sự khác biệt ngôn ngữ trên cơ sở thân phận xã hội
| Ngôn ngữ (của giai tầng xã hội thấp)     | Ngôn ngữ chuẩn (của giai tầng trung - thượng lưu) |
| ---------------------------------------- | ------------------------------------------------- |
| It looks like it ain't gonna rain today. | It looks as if it isn't going to rain today.      |
| You give it to me yesterday.             | You gave it to me yesterday.                      |